# L'Autre (film, 1972)
Pour les articles homonymes, voir L'Autre.
Pour plus de détails, voir Fiche technique et Distribution.
L'Autre (titre original : The Other) est un film américain réalisé par Robert Mulligan, sorti le 23 mai 1972.

## Synopsis
L'histoire se passe en 1935. Dans une ferme du Connecticut, des jumeaux, Niles et Holland Perry, coulent des jours heureux, élevés par leur grand-mère Ada. Celle-ci leur a enseigné ce qu'elle appelle "le jeu". Une série d'accidents surviennent, et Niles commence à soupçonner Holland d'en être responsable. Ada sera la première à voir la vérité ; elle est la seule à pouvoir mettre un terme à ce macabre jeu de la mort...

## Fiche technique
- Titre : L'Autre
- Titre original : The Other
- Réalisation : Robert Mulligan
- Scénario : Tom Tryon, d'après son propre roman (traduit en français sous le titre Le Visage de l'autre)
- Production : Robert Mulligan, Don Kranze et Tom Tryon
- Société de production :Twentieth Century Fox
- Musique : Jerry Goldsmith
- Photographie : Robert Surtees
- Montage : Folmar Blangsted et O. Nicholas Brown
- Décors : Albert Brenner
- Pays d'origine : États-Unis
- Format : Couleurs - 1,85:1 - Mono - 35 mm
- Genre : Horreur
- Durée : 108 minutes
- Date de sortie :
  - États-Unis : 23 mai 1972 (New York)
  - France : 20 décembre 1972
- Affiche : René Ferracci (France)

## Distribution
- Uta Hagen (VF : Lita Recio) : Ada
- Diana Muldaur (VF : Maria Tamar) : Alexandra
- Chris Udvarnoky (VF : Arlette Thomas) : Niles Perry
- Martin Udvarnoky (VF : Arlette Thomas) : Holland Perry
- Norma Connolly (VF : Michèle André) : Aunt Vee
- Victor French (VF : Henry Djanik) : Mr Angelini
- Loretta Leversee (VF : Jeanine Freson) : Winnie
- Lou Frizzell (VF : Serge Lhorca) : Oncle George
- Portia Nelson (VF : Monique Mélinand) : Mme Rowe
- Jenny Sullivan (VF : Brigitte Morisan) : Torrie
- John Ritter (VF : Jean-Pierre Leroux) : Rider Ganon
- Jack Collins (VF : Claude Joseph) : Mr P.C. Pretty
- Ed Bakey : Chan-yu
- Clarence Crow : Russell
- Carolyn Stellar : la femme dans le miroir

## Récompenses et distinctions
- Prix du meilleur réalisateur lors du Festival international du film de Catalogne 1972.